# 9 месяцев строгого режима
«9 месяцев строгого режима» (фр. 9 mois ferme) — французская кинокомедия режиссёра и автора сценария Альбера Дюпонтеля, также исполнившего одну из главных ролей в фильме. Впервые лента была показана 25 августа 2013 года на Кинофестивале франкоязычных фильмов в Ангулеме.
Фильм был номинирован на 39-й кинопремии «Сезар» в шести номинациях, в том числе за лучший фильм, лучшую режиссуру и лучшую мужскую роль и одержал победу в двух из них — за лучший сценарий (Альбер Дюпонтель) и лучшую женскую роль (Сандрин Киберлен).

## Описание
40-летняя Ариана Фельде́р — миловидная одинокая женщина. Она — уголовный судья, жёсткий, но справедливый, одержимый трудоголик с большими профессиональными амбициями и превосходными карьерными перспективами.
Даже в новогодний вечер судья Фельдер сидит в кабинете над бумагами. Коллеги, бурно отмечающие праздник в холле суда, вытаскивают её из-за стола, пытаются как-то развеселить, растормошить. В результате Ариана слишком много пьёт и утром понимает, что совершенно ничего не помнит.
К лету Ариана в ужасе убеждается, что беременна. Путём хитрой комбинации раздобыв биоматериал коллеги-судьи, «основного подозреваемого», она уговаривает приятеля, судмедэксперта, провести исследование и подтвердить или опровергнуть предполагаемое отцовство.
Результат исследования ошеломляет! Подозрения с коллеги полностью сняты, но нужный человек есть в полицейской базе данных ДНК. С вероятностью 99,9 % отец будущего ребёнка — отлично известный полиции и суду взломщик-рецидивист Боб Нола́н.
Фельдер использует служебное положение, чтобы познакомиться с ним. Нолана доставляют в суд из тюрьмы. Взломщик обвиняется в совершенно кошмарном злодеянии — застигнутый на месте преступления хозяином вскрытой квартиры, Боб якобы отпилил ему руки и ноги, а потом вырвал глаза и съел их!
Уголовник, почувствовав интерес судьи к своей персоне, умоляет о помощи. Он клянётся, что ничего подобного не делал; он не маньяк, а честный домушник.
Эта почти анекдотическая ситуация в конце концов поставит судью Фельдер перед очень непростым моральным выбором.

## В ролях
- Сандрин Киберлен — судья Ариана Фельде́р
- Альбер Дюпонтель — Робе́р «Боб» Нола́н
- Филипп Юшан[фр.] — судья Берна́р
- Николя Марье[фр.] — мэтр Троло́с
- Кристиан Эк[фр.] — лейтенант Эдуар
- Були Ланнерс — полицейский видеонаблюдения
- Мишель Фо — гинеколог
- Иоланда Моро — мать Боба
- Терри Гиллиам — Шарли Митсон
- Жан Дюжарден — сурдопереводчик

## Награды и номинации
Премия «Сезар»-2014
- Лучший фильм — продюсер: Катрин Бозорган; режиссёр: Альбер Дюпонтель (номинация)
- Лучший режиссёр — Альбер Дюпонтель (номинация)
- Лучший оригинальный сценарий — Альбер Дюпонтель (награда)
- Лучший актёр — Альбер Дюпонтель (номинация)
- Лучшая актриса — Сандрин Киберлен (награда)
- Лучший монтаж — Кристоф Пинель (номинация)

Премия «Люмьер»-2014
- Лучший фильм — Альбер Дюпонтель (номинация)
- Лучший режиссёр — Альбер Дюпонтель (номинация)
- Лучший сценарий — Альбер Дюпонтель (номинация)
- Лучшая актриса — Сандрин Киберлен (номинация)

Премия Луи Деллюка-2013
- Лучший фильм — Альбер Дюпонтель (номинация)